# Liberty Records
La Liberty Records era un'etichetta discografica statunitense fondata da Simon Waronker nel 1955 con Alvin Bennett alla presidenza e Theodore Keep come produttore.

## Storia
Fondata nel 1955, già nel 1957 la Liberty acquistò l'etichetta jazz Pacific Jazz Records ottenendo maggiore importanza.
Nel 1963 essa fu venduta per 12 milioni di dollari alla Avnet, casa che aveva già comprato la Blue Note Records, la Imperial Records, la Dolton Records, la Aladdin Records e la Minit Records. Dopo due anni però l'etichetta fu nuovamente venduta per 8 milioni di dollari a Alvin Bennett e nel 1966 i suoi dischi furono ripubblicati dalla Sunset Records, essendo distribuita in Inghilterra attraverso la Decca Records, filiale della London Records, ed entrando in buoni rapporti con la EMI che pubblicava i dischi nella Liberty Records.
Nel 1968 la Liberty fu comprata dalla Transamerica Corporation unendosi alla United Artists Records. Tale acquisto provocò il licenziamento di Alvin Bennett.
Nel 1978 Artie Mogull e Jerry Rubinstein acquistarono l'etichetta che nel 1979 passò sotto controlla della EMI.
Fino al 2000 l'etichetta si è occupata del mercato inglese dell'agenzia, prima di essere dismessa nel 2001.

## Dagli anni ottanta ai duemila
Nel 1980 la EMI fece cadere il nome United Artists e ripristino il nome Liberty. Inizialmente la EMI usava il nome Liberty per ripubblicare i cataloghi della Imperial Records, della United Artists Records e della Liberty stessa. Dal 1980 al 1984 la Capitol usò la Liberty come etichetta di musica country. Nel 1992 la EMI rinominò la sua Capitol Nashville alla Liberty prima di passare al nome Capitol Nashville tre anni dopo. Nel 1994 il presidente dell'etichetta trovò un'etichetta sorella, la Patriot Records, dove c'erano molti artisti come John Berry. Questi era segnato alla Liberty mentre gli altri erano appena aggiunti, così appena l'etichetta chiuse gli artisti passarono alla Capitol Nashville.
Dopo aver pubblicato dischi europop l'etichetta è stata poi riformattata dalla EMI e fa da concorrente alla Sanctuary Records.

## La Liberty in Italia
La Liberty Italia nasce nel 1959, con sede a Milano, in via Turati 28.